# ایگوس-ویوز، هرالت
ایگوس-ویوز، هرالت (به فرانسوی: Aigues-Vives, Hérault) یک کمون در فرانسه است که در Canton of Saint-Chinian واقع شده‌است.

## خصوصیات
ایگوس-ویوز ۱۲٫۸۱ کیلومترمربع مساحت و ۴۱۷ نفر جمعیت دارد و ۱۶۹ متر بالاتر از سطح دریا واقع شده‌است.